# Treehouse of Horror XXIII
Treehouse of Horror XXIII (с англ. — «Домик ужасов на дереве 23») — второй эпизод двадцать четвёртого сезона мультсериала «Симпсоны». Выпущен 7 октября 2012 года в США на телеканале «Fox».

## Сюжет

### Начало
Индейцы майя вычислили, что конец света наступит в конце тринадцатого бактуна, и решают принести жертву. Жертвой выбирают предка Гомера. Однако его жена, предок Мардж, обманывает стражника (предка Мо), и тот сам оказывается жертвой. Узнав, что жертвоприношение прошло не по плану, предок профессора Фринка объявляет, что конец света всё же наступит, но в 2012 году по григорианскому календарю.
Настоящее время, Спрингфилд, Хэллоуин. Три гигантские статуи разрушают город, а чуть позже весь мир. После чего Земля взрывается.

### «The Greatest Story Ever Holed» (сангл.—«Самая притягательна история в мире»)
Жители Спрингфилда собрались на активацию ускорителя частиц профессора Фринка, хотя они сами хотели пожертвовать деньги на бейсбольный стадион. Фринк включает устройство, и оно работает, но ничего интересного не происходит. Когда все уходят, две частицы сталкиваются друг с другом и образуют маленькую чёрную дыру. В неё засасывает Ральфа и Нельсона. Лиза берёт дыру домой и просит домочадцев ничего не бросать в дыру, чтобы та не становилась больше. Однако Гомер, Барт и Мардж используют её как мусорное ведро. Остальные спрингфилдцы также бросают свой мусор. Дыра, как и предполагалось, увеличивается и всасывает всех и всё в себя. Лишь Мэгги спаслась, заткнув своей соской дыру. В это время спрингфилдцы оказываются на неизведанной планете, жители которой стали поклоняться их мусору.

### «Un-Normal Activity» (сангл.—«Ненормальная активность»)
В доме Симпсонов творятся странные вещи, и Гомер устанавливает камеры, которые показывают, что происходит в течение пятнадцати дней. Вскоре семья обнаруживает виновника — это демон, похожий на Мо. Оказалось, что 30 лет назад Мардж заключила с ним сделку, чтобы спасти сестёр, и демон вернётся, чтобы взять любимого ребёнка Мардж — Мэгги. Но Гомер отговаривает демона Мо от сделки. Тот соглашается, с условием, если Гомер займётся тройным сексом вместе с ним и другим демоном. Гомер так и делает.

### «Bart and Homer's Excellent Adventure» (сангл.—«Отличное приключение Барта и Гомера»)
Барт путешествует во времени в автомобиле профессора Фринка в 1974 год, чтобы купить комикс за низкую цену. В школе он встречает молодого Гомера, как раз в тот момент, когда он впервые встречает Мардж. Прежде чем возвращаться в настоящее, Барт говорит Мардж, чтобы та не выходила замуж за Гомера. Из-за чего в настоящем времени Мардж замужем за Арти Зиффом, и их дом становится шикарным особняком. Молодой Гомер, спрятавшийся в багажнике машины времени, знакомится с современным Гомером, и оба с помощью машины собирают несколько предков Гомера из разных периодов. Зифф и Барт побеждают Гомеров, однако Мардж в них влюбляется.